# Marius Mihalache
Marius Mihalache (n. 27 mai 1974) este un cunoscut țimbalist român, de etnie romă.
Interpret, compozitor, orchestrator revoluționează prin abordarea diferitelor stiluri muzicale.
El interpretează la țambal piese ce pornesc de la muzica clasică, folclor, muzică românească, jazz și ajung până la etno jazz.

## Biografie
Născut pe 27 mai 1974 în București, într-o familie de muzicieni, Marius Mihalache ia primul contact cu țambalul încă de la vârsta de 4 ani, încurajat de tatăl său. Într-un interviu artistul povestește cum rămâne fascinat de țambal încă de la prima sa întâlnire cu acesta.
Studiul adevărat îl începe la vârsta de 6 ani la pian. La 10 ani câștigă primul său  premiu la Atena în Grecia. Iar la 17 interpretează la țambal Rahmaninov, Chopin, Schuman, Schubert și Mozart stârnind  mii de aplauze la Scala di Milano. Cel mai important moment din viata sa de artist, este întâlnirea cu  acela care îi va fi mentor, renumitul artist american Chick Corea. Cântând în deschiderea a câteva concerte ale acestuia.
La vârsta de 24 de ani se căsătorește, are un băiat, ulterior însă va divorța. Lorin îi calcă tatălui său pe urme studiind încă de mic muzica și îndrăgind tobele, după ce îl descoperă pe Ovidiu Lipan Țăndărică.Marius Mihalache a împărțit scena cu mulți artiști renumiți precum Gloria Gaynor și Nina Simone.
Înainte de lansarea primului său album  în 1998, artistul compune coloana sonoră pentru mai multe filme și seriale TV , cum ar fi Asfalt Tango (1995), Filantropica (2002), Garcea și oltenii (2002), La urgență (2006) , Ticăloșii (2007) etc. În 1998 lansează primul său album de etno-jazz „Eclipse”,  urmat de altele si de colaborări, o perioadă în care abordează mai multe stiluri de la jazz la muzică țigănească.
2007 este anul în care albumul World Symphony este lansat, un experiment muzical în care sunt îmbinate elemente de jazz, etno și lounge pe acorduri de țambal, flaut, armonica și voce. Pe acest disc colaborează cu solista Irina Sârbu. Dupa această perioadă  are o serie de concerte și  festivaluri în țară și în lume. De asemenea are o serie de colaborari cu  Ovidiu Lipan Țăndărică, Steve Vai  si Kitaro.
Anul 2012 marchează începutul proiectului actual, Back To Swing – Marius Mihalache. Prin acest nou  experiment muzical,  artistul își  propune să aducă în atenția publicului  român și nu numai atmosfera anilor 1920 – 1940 odată cu ritmurile swing-ului  timpuriu.

## Evoluție muzicală
Marius Mihalache începe să studieze pianul și teoria muzicală cu Vittorio Albini de la vârsta de 6 ani. Trece apoi la țambal, avându-l ca profesor pe Victor Manu. De acest instrument artistul nu se va mai despărți și prin acesta se va defini ca muzician.
De pe acum Marius începe să participe la diferite concursuri, unde se face remarcat. În 1984, la 10 ani a câștigat locul al II-lea la Festivalul pentru tineret de la Atena, iar trei ani mai tarziu a luat locul I în cadrul aceluiași festival la Paris.
Un moment foarte important care îi deschide cariera de țambalist are loc în la Scala di Milano, unde tânărul artist în vârstă de 17 ani susține un recital de 45 de minute. Abia după terminarea acestuia realizează amploarea evenimentului și importanța acestuia. Episod despre care povestește cu haz în mai multe interviuri. La 18 ani, în 1992 a cântat în deschiderea concertului Gloriei Gaynor la Palermo, iar doi ani mai târziu în deschiderea concertului Ninei Simone la Roma.
În 1998 Marius Mihalache susține alături de Paula Seling un recital în deschiderea concertului faimosului Chick Corea; în același an își lansează primul album „Eclipse”. Urmează o serie de concerte in Europa, SUA si Asia și colaborări cu artiști de calibru mondial.
La 25 de ani semnează coloana sonoră a unuia dintre cele mai apreciate filme românești Filantropica în regia lui Nae Caranfil. După aceasta semnează coloana sonoră a mai multor filme de lung metraj și seriale de televiziune.
2007 este anul în care albumul „World Symphony” este lansat, un experiment muzical în care sunt îmbinate  elemente de jazz, etno și lounge pe acorduri de țambal, flaut, armonică și voce.

## Influențe și genuri abordate
Momentul de turnură în drumul de artist al lui Marius Mihalache este întâlnirea sa cu Chick Corea. Acum își redefinește percepția asupra muzicii, a artei muzicale. Într-un interviu, artistul susține că muzica lui Corea este atât de încărcată și de complexă, încât uneori este nevoie să te înarmezi cu răbdare, ba să iei chiar și un distonocalm ca să o poți înțelege în deplinătatea ei.
Fascinat de muzica și prestația lui Corea, Marius consideră că acesta este momentul când se întâlnește cu jazz-ul. Gen pe care îl va aborda la țambal și care va fi al doilea element definitoriu pentru artist. Jazz, etno-jazz, lounge interpretate la țambal.
De-a lungul timpului Marius Mihalache abordează mai multe genuri muzicale, pe care le interpretează în felul său unic la țambal - jazz, jazz-rock (alături de Ovidiu Lipan Țăndărică), etno-jazz, romanes, folclor, muzică clasică etc.

## Premii
În anul 2019 a primit Premiul Special al UNITER pentru proiectul Săftița.

## Discografie
1. "Eclipse" - 1998
2. '"Rădăcini / Back To My Roots" (Doina: Omagiu Mariei Tănase)- alături de Lucian Maxim, Teodora Enache – 2002
3. "Performance - Live In Germany" - cu Ovidiu Lipan Țăndărică  – 2002
4. "Ges Romano – Viață de țigan" - George Stanca (versuri) și Mirela Mihalache (voce)– 2005
5. "Cei mai frumoși ani" - Crina Matei (voce) – 2006
6. "World Symphony" - alături de Nicu Băran, Dragoș Mihu, Adrian Mihalache și Irina Sârbu – 2007

## Muzică de film
- Filantropica (2002)
- Garcea și oltenii (2002)
- Marilena (2008)